# Клевань (станція)
Кле́вань — проміжна залізнична станція 2-го класу Рівненської дирекції залізничних перевезень Львівської залізниці на електрифікованій лінії Здолбунів — Ковель між станціями Обарів (15 км) та Цумань (8 км). Розташована у однойменному смт Клевань Рівненського району Рівненської області.

## Історія
Станція відкрита 1873 року під час будівництва залізничної лінії Здолбунів — Ковель, в складі Києво-Берестейської залізниці.
У 2001 році станція електрифікована змінним струмом (~25 кВ) в складі лінії Рівне — Ківерці.

## Пасажирське сполучення
На станції Клевань зупиняються приміські електропоїзди сполученням Здолбунів — Луцьк / Ковель, а також нічні швидкі поїзди далекого сполучення:
- № 78/77 «Голубі озера» Ковель — Одеса;
- № 88/87 Ковель — Запоріжжя;
- № 98/97 «Світязь» Ковель — Київ;
- № 234 Рахів — Ковель (за особливим графіком);
- № 368/367 Ковель — Ужгород.

До повномасштабного російського вторгнення в Україну щоденно курсував нічний швидкий поїзд «Галичина» № 142/141 сполученням Львів — Бахмут.

## Тунель кохання
На відгалуженні під'їзної колії до деревообробного комбінату, поруч зі станцією у напрямку селища Оржів, на шляху прямування поїзда, розташований всесвітньовідомий туристичний об'єкт тунель кохання.

Тунель кохання
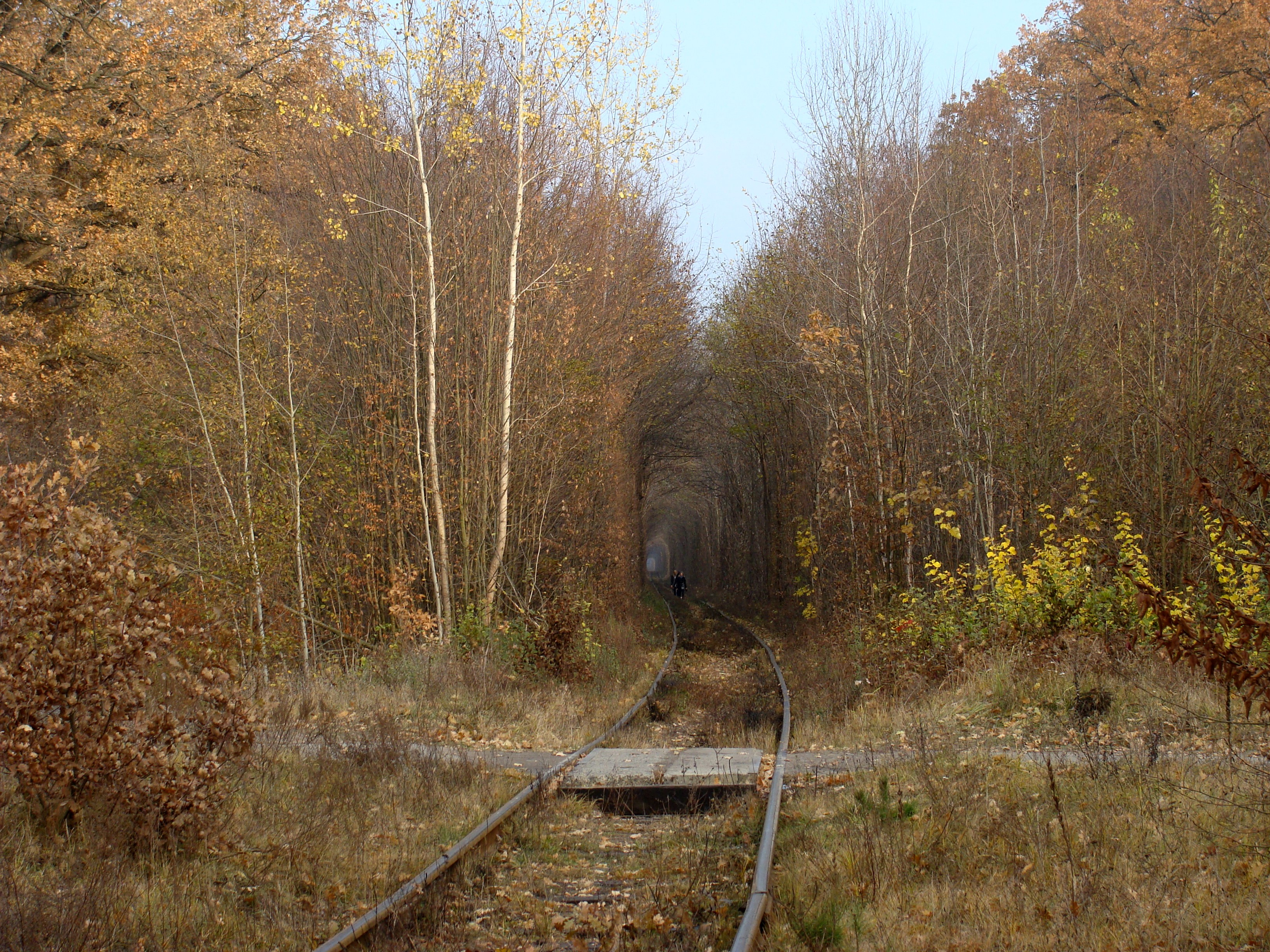
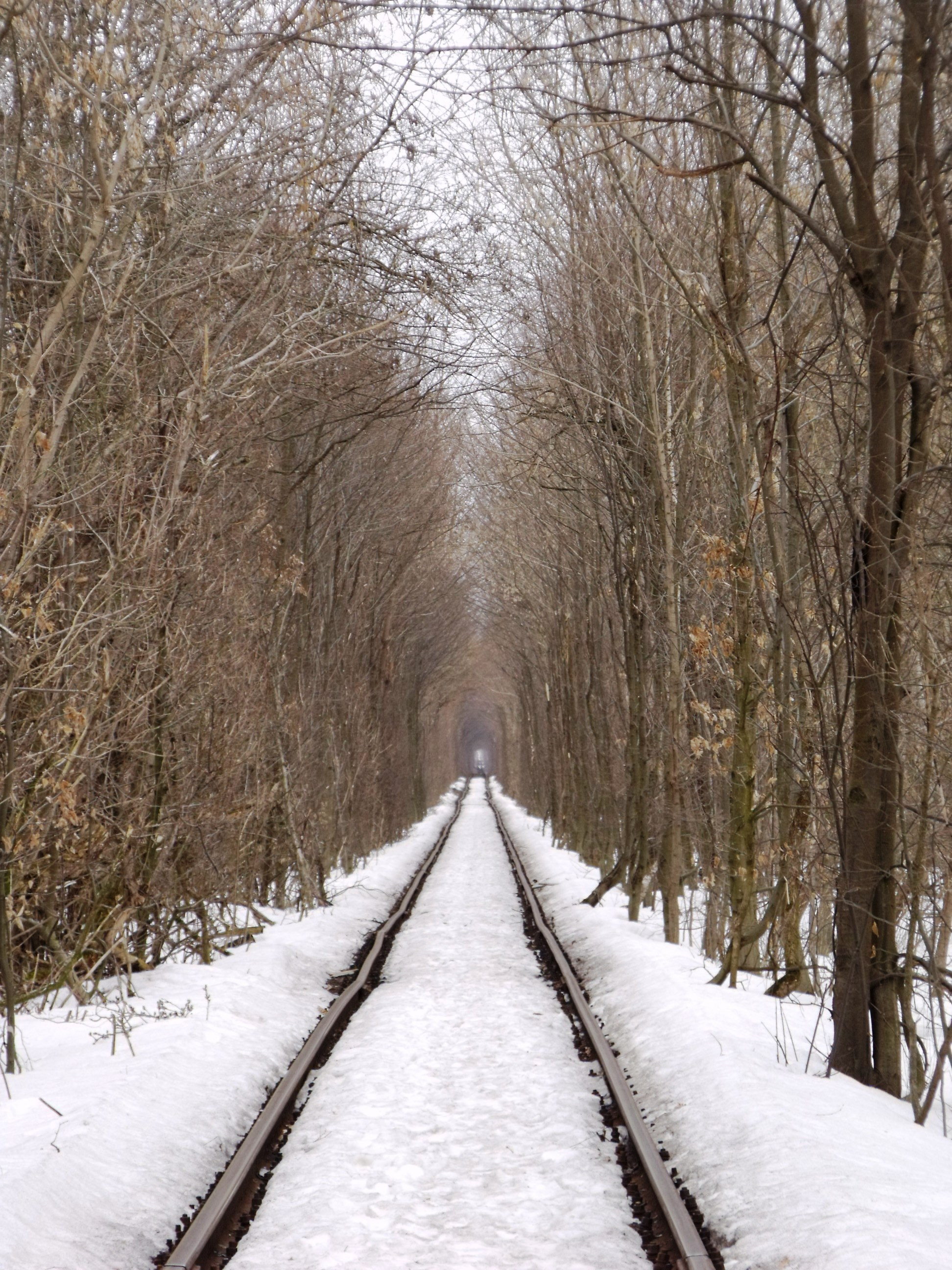
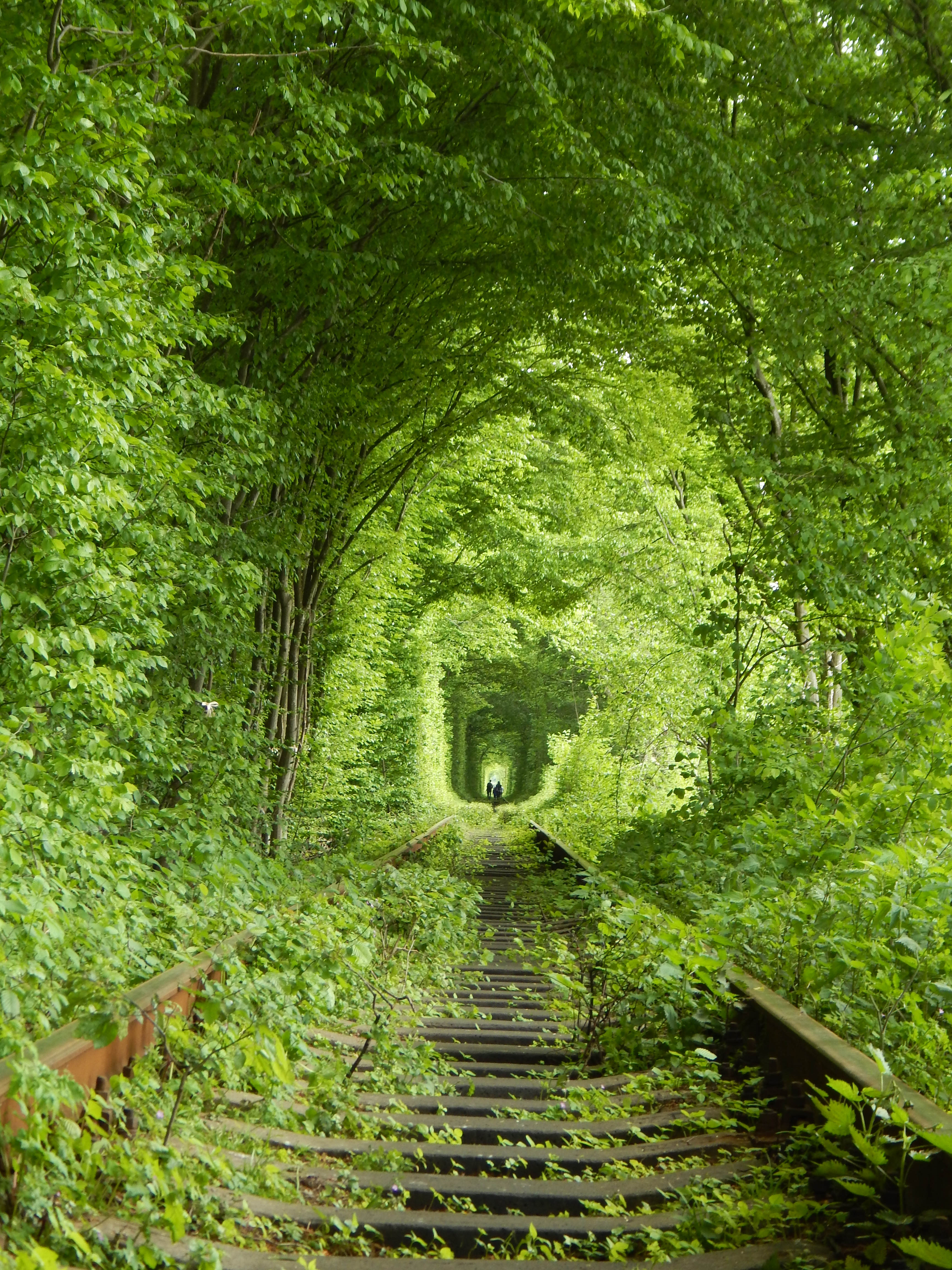
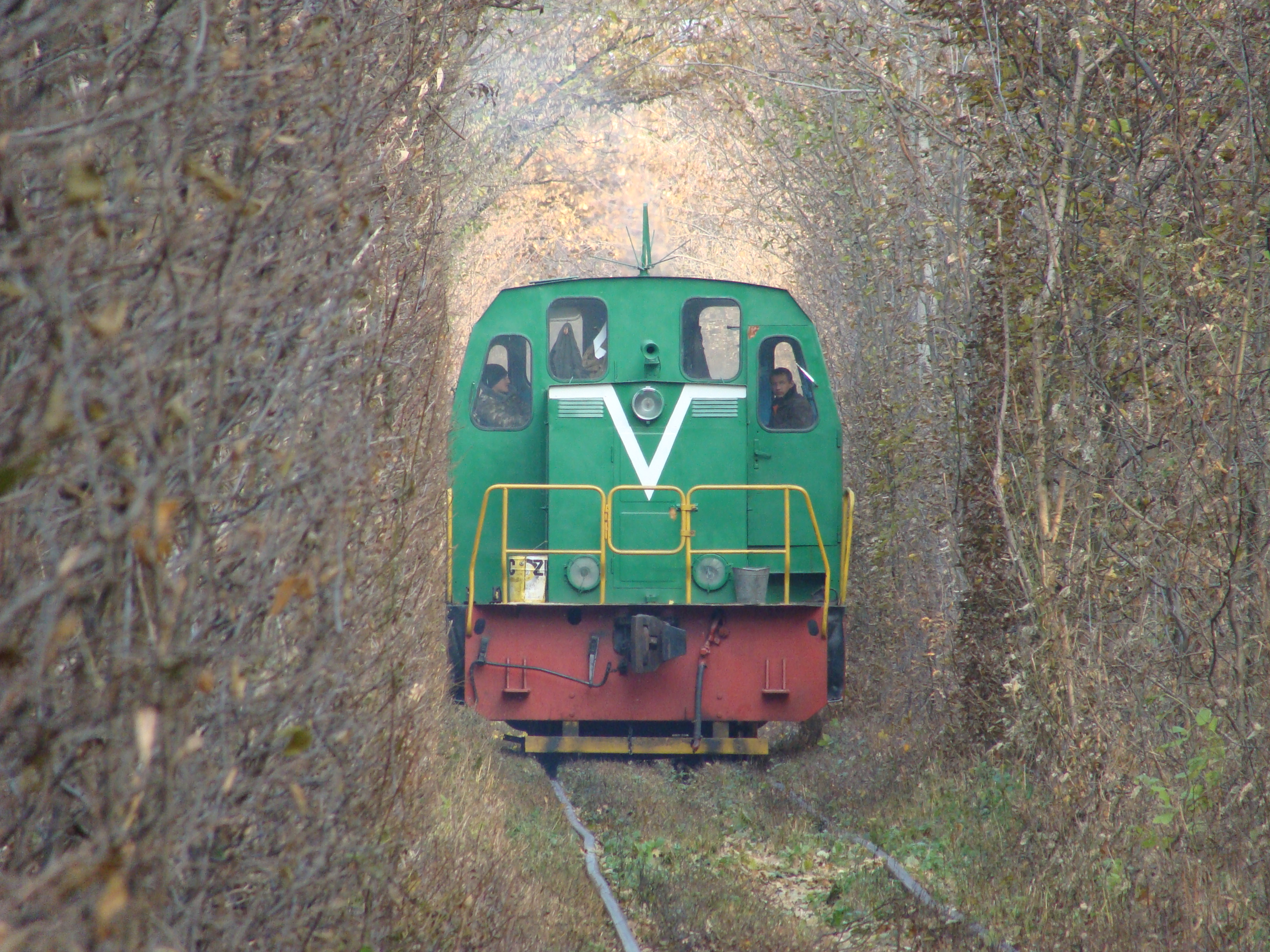
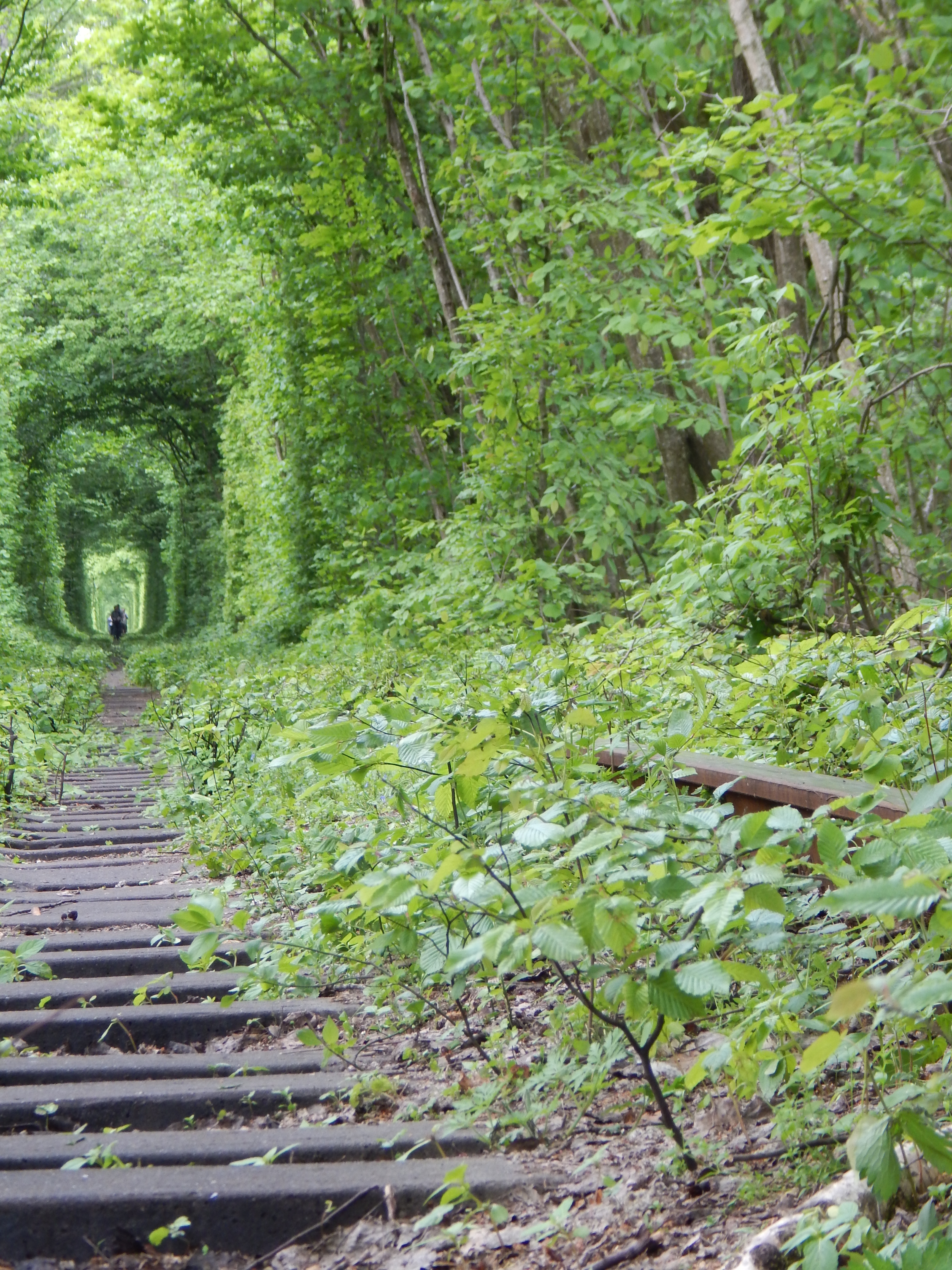